# Гамильтонова система
Гамильтонова система — частный случай динамической системы, описывающей физические процессы без диссипации. В ней силы не зависят от скорости.
Гамильтонова система представляет собой систему дифференциальных уравнений, которые могут быть записаны в форме уравнений Гамильтона:
где {\displaystyle H=H(q,p,t)} — функция Гамильтона, которая обычно имеет смысл энергии системы.
В общем случае гамильтонову систему на 2N-мерном пространстве можно задать, определив скобку Пуассона для любых пар функций {\displaystyle f} и {\displaystyle g}, удовлетворяющую свойствам невырожденности, билинейности и кососимметричности, а также тождеству Якоби.
Гамильтоновы системы являются предметом изучения гамильтоновой механики.